# Заборовка
Забо́ровка (каз. Заборовка) — село у складі Щербактинського району Павлодарської області Казахстану. Входить до складу Сосновського сільського округу.
Населення — 88 осіб (2021; 172 у 2009, 204 у 1999, 325 у 1989).
Національний склад станом на 1989 рік:
- німці — 100 %